# 뉴펀들랜드 래브라도주
뉴펀들랜드 래브라도주(영어: Newfoundland and Labrador, 프랑스어: Terre-Neuve-et-Labrador, 아일랜드어: Talamh an Éisc agus Labradar)는 캐나다 최동단에 있는 주이다. 면적 405,212km2, 인구 514,536명(2011년). 주도는 세인트존스이다. 크게 뉴펀들랜드와 래브라도 지방으로 이루어져 있다.
뉴펀들랜드는 세인트로렌스만과 대서양 사이에 위치한 큰 섬인 뉴펀들랜드섬과 주변의 작은 섬들로 이루어져 있으며, 래브라도 지방은 래브라도반도의 동부 지역으로 서쪽으로 퀘벡주와 경계를 접하며, 북쪽 끝의 섬은 누나부트 준주와 경계를 접한다. 오랫동안 캐나다와는 별개의 영국 식민지와 자치령(뉴펀들랜드 자치령)으로 있다가, 1949년 뉴펀들랜드주의 이름으로 캐나다 연방의 정식 주가 되었고, 2001년 뉴펀들랜드 래브라도주로 개명하였다.
뉴펀들랜드 래브라도주는 크게 뉴펀들랜드와 래브라도로 구분된다. 면적 111,390 km2의 뉴펀들랜드는 큰 섬인 뉴펀들랜드섬과 주변의 작은 섬으로 이루어져 있다. 뉴펀들랜드 섬은 대서양과 세인트로렌스만 사이에 위치하고 있으며, 삼각형에 가까운 형태에 남동쪽에 애벌론반도가 돌출되어 있다. 섬은 애팔래치아산맥의 연장 부분에 해당하며, 구릉과 산지가 많다. 그러나 높은 산은 없으며, 최고 지점은 814 m에 불과하다. 면적 294,330 km2의 래브라도는 래브라도반도의 동부와 주변의 작은 섬으로 이루어져 있다. 래브라도는 서쪽으로 분수계를 경계로 퀘벡주에 접하며, 동쪽으로 래브라도해에 면한다. 북쪽 끝의 킬리닉섬은 누나부트 준주와 접한다. 래브라도는 로렌시아 순상지의 일부이며, 역시 구릉과 산지가 많으나 높은 산은 없고, 최고 지점은 1,652 m의 코브빅산이다. 기후는 대부분 냉대 습윤 기후에 속하며, 일부 고지대와 래브라도 북부는 툰드라 기후에 속한다.

## 역사

### 초기 유럽인의 탐험

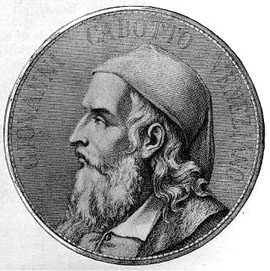
존 캐벗

바이킹 탐험가들이 아마 뉴펀들랜드에 정착한 첫 백인들이었을 것이다. 1961년 고고학자들은 섬의 북부 첨단에 바이킹 정착지의 폐허들을 발견하였다. 이 정착지는 대략 서기 1000년 경에 설립되었으나 대항해시대 이전 이미 황폐화되었다.
브리스톨에서 온 잉글랜드의 어부 선원들이 아마 1400년대 후반에 뉴펀들랜드에 도달하였다. 1497년 잉글랜드에 고용된 이탈리아의 탐험가 존 캐벗이 뉴펀들랜드 혹은 노바스코샤에 상륙하였다. 캐벗은 자신이 아시아에 도달하였는 줄로 알았다. 그는 뉴펀들랜드의 풍부한 어획량의 소식을 유럽으로 가져왔다.
캐벗의 항해 이후 프랑스와 네덜란드, 스페인, 포르투갈 등 많은 유럽 어선 함대들이 뉴펀들랜드를 방문하였고 그들 중에는 남서부 프랑스와 북부 스페인에서 온 바스크인 고래 사냥꾼들이었다. 어떤 바스크인들은 래브라도의 남동 해안에 있는 레드 만에 기지를 설립하였다. 그때 베오투크 인디언들이 뉴펀들랜드에 살았다. 1700년대에는 미크마크 인디언들이 뉴펀들랜드의 남부 해안을 따라 주로 정착하였다. 내륙 지방에 갇힌 베오투크 인디언들은 유럽인들과 미크마크 인디언들과의 자원 경쟁에서 뒤쳐졌고, 유럽인들이 가져온 병에 걸려서 1829년경에 베오투크 인디언들은 멸종되었다.
나스카피와 몽타녜 인디언들로도 알려진 이누족은 수천년의 세월 동안 래브라도의 남부와 중부에 살았다. 전에 에스키모로 불린 이누이트족은 수천년의 세월 동안 래브라도의 북부 해안을 따라 살았다.

### 식민지화
1500년대 후반에 잉글랜드의 어선 함대들이 뉴펀들랜드 동해안의 남부를 따라 주로 정착하였다. 프랑스의 어선 함대들은 북부와 남부 해안들을 통치하였다. 그러나 잉글랜드, 포르투갈, 스페인, 프랑스, 네덜란드의 배들은 가끔 같은 항구에 닻을 내렸다. 각각의 항구는 어선 대장에 의하여 다스려졌다. 이 공무원은 어업 시즌의 시작에 도착하는 첫 배의 주인이었다. 1634년 찰스 1세는 공식적으로 잉글랜드의 어선 대장에게 권위를 주었다.
1583년 잉글랜드의 탐험가 험프리 길버트 경은 세인트존스에 도착하여 그곳을 잉글랜드 식민지라고 주장하였다. 하지만 그와 그의 선원들은 뉴펀들랜드에 실제적이 정착지를 설립하지 않은 채 잉글랜드로 돌아가는 항해 중에 실종되었다. 상인 존 가이가 1610년 잉글랜드의 회사에 의하여 보내진 정착자들과 함께 도착하였다. 가이는 컨셉션 만에 큐피즈에서 식민지를 형성하였다. 그때부터 주민들이 지속적으로 큐피즈에 살았지만, 식민지는 상업적 투기 때문에 실패하였다. 1621년 조지 캘버트 경이 페릴랜드에 주요 식민지를 설립하였다. 1629년 유별나게 추운 겨울 후에 캘버트는 남부로 멀리 내려가서 대지의 왕립 승인을 요청하였고, 현재 미국에 있는 메릴랜드에 식민지를 설립하러 갔다.
1637년 찰스 1세는 뉴펀들랜드를 데이비드 커크 경과 다른 귀족들의 식민지로 승인하였다. 커크는 페릴랜드에 본부를 세웠으나 각각 여름에 섬으로 온 잉글랜드의 어선 함대들에 대해 권위를 갖지 못했다. 1651년 잉글랜드 정부는 커크를 잉글랜드로 돌아오도록 다시 불렀다. 그해에 잉글랜드 정부는 뉴펀들랜드로부터 더 멀리 나가서 식민지화하려는 시도를 낙담시켰다.

### 프랑스와 전쟁

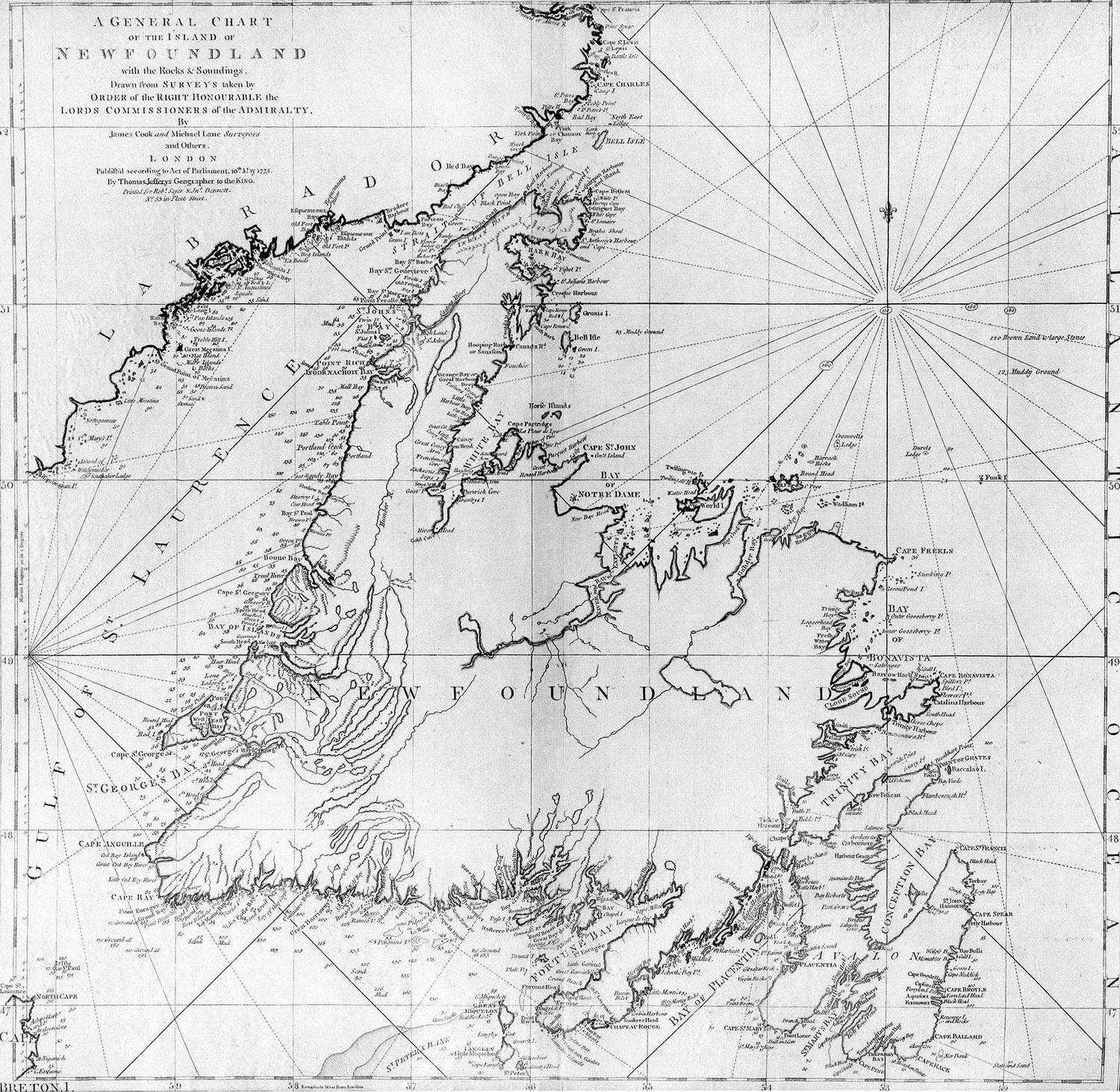
제임스 쿡에 의하여 발간된 뉴펀들랜드와 래브라도 일부의 지도 (1775년)

프랑스인 정착자들은 1662년 플래센티아를 창립하였다. 플랜센티아는 뉴펀들랜드에서 잉글랜드인을 위협한 요새화된 식민지로 빠르게 자라났다. 잉글랜드와 프랑스는 1689년 윌리엄 3세가 잉글랜드의 국왕이 될 때까지 불화를 일으키지 않았다. 윌리엄 3세는 프랑스에 선전포고하였고 뉴펀들랜드를 포함한 북아메리카에서 프랑스와 잉글랜드의 식민지들은 전쟁터의 일부가 되었다. 1696년과 1697년 프랑스군은 뉴펀들랜드에서 모든 잉글랜드인 정착지들을 파괴했다. 하지만 유럽에서는 전쟁이 프랑스에 불리해졌고 1713년 위트레흐트 조약으로 프랑스는 뉴펀들랜드의 모든 섬을 영국에게 내주게 되었다. 프랑스는 생선을 말리기 위해 북부와 서부의 해안의 일부를 이용하는 특권만을 유지하였다. 그 지역은 프렌치 쇼어로 알려지게 되었다.
1729년 영국 정부는 생선 잡이 시즌인 여름 동안에 뉴펀들랜드를 다스리는 데 왕립 총독으로서 해군 장교들을 임명하였다. 헨리 오즈번 대위가 초대 총독이 되었다.
영국은 1763년 7년 전쟁을 끝낸 파리 조약에 의하여 캐나다에서 프랑스 소유권들의 나머지를 거의 손에 넣었다. 프랑스는 영국으로부터 생피에르와 미클롱 섬들을 받고 프렌치 쇼어를 이용하는 데 권리를 다시 얻었다.
파리 조약 후에 영국 정부는 래브라도 해안을 뉴펀들랜드의 해군 총독의 권위 아래에 놓았다. 래브라도 해안은 1774년 퀘벡-영국의 통치 아래에 놓였고 1809년 뉴펀들랜드의 통치로 돌아왔다.

### 진술과 독립
1815년으로 봐서 뉴펀들랜드에는 대략 40,000명의 주민들이 살고 있었다. 1817년 프랜시스 피크모어 경은 생선잡이 시즌이 끝난 후에 섬에 남아있는 첫 총독이 되었다. 많은 주민들이 강력한 지방 정부를 원하였다. 스코틀랜드의 외과 의사 윌리엄 카슨이 지도한 주민들은 자신들의 법률을 만드는 권위를 국회에 위임하였다. 1832년 영국 정부는 뉴펀들랜드를 위한 입법부를 설립하였다. 입법부는 주민들에 의하여 선출된 총독, 의회와 총회로 이루어졌다.
뉴펀들랜드의 새 정부는 입법부가 법률을 만들 수 있기 때문에 "대표적 정부"였다. 하지만, 영국 국회가 법률들에 찬성해야 했고 영국 정부는 그 법률을 집행하였다. 곧 회의는 총독에 의하여가 아닌, 회의에 의하여 통치된 내각에서 "책임적인 정부"를 위하여 영국 정부에게 문의하기 시작하였다. 캐나다에서 영국의 식민지들은 1840년대에 이 정부의 형성을 승인받아왔다. 1855년 뉴펀들랜드도 정부를 세우는 것이 허락되었다.

### 경제적 번창

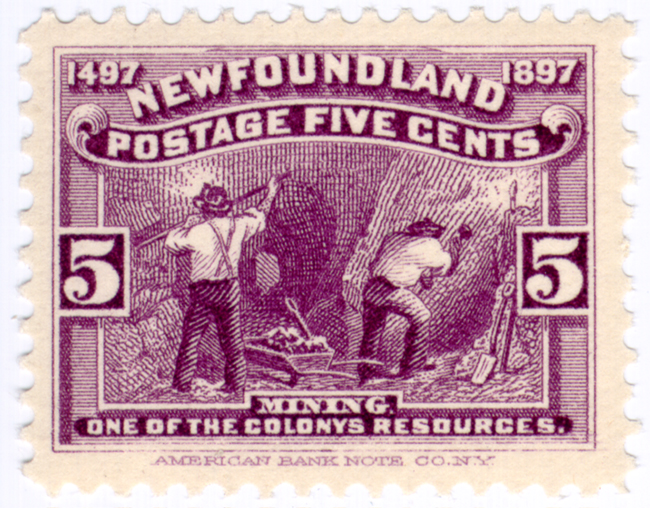
1897년의 뉴펀들랜드 우표. 세계에서 처음으로 광업을 보이고 있다.

1800년대 중반까지 뉴펀들랜드의 경제는 주로 수산업과 바다표범 산업들에 기초를 두었다. 말린 대구, 바다표범의 기름과 가죽들은 식민지의 주요 수출품들이었다. 1860년대에 미네랄 탐험이 시작되어 1888년으로 봐서 구리 체굴이 뉴펀들랜드에서 중요한 산업이 되었다. 1890년대에 철광석 광산이 벨아일랜드에 개장되었다. 뉴펀들랜드를 가로지르는 철도가 1882년부터 1896년까지 건설되었다. 식민지의 첫 제지 공장이 1909년 그랜드폴스에서 운영되기 시작하였다. 수산업의 붐과 함께 이 산업화는 뉴펀들랜드에 강한 경제를 주었다.
1927년 영국의 추밀원은 뉴펀들랜드와 퀘벡주의 해안 사이에 오늘날의 경계선을 설립하였다. 이 결정은 후에 뉴펀들랜드 래브라도 주로 알려진 뉴펀들랜드에 노브 호와 와부시 호 지방들의 막대한 미네랄 자원들을 주었다.

### 파산과 회복
1918년 제1차 세계 대전이 끝난 후, 뉴펀들랜드의 번영은 쇠퇴하기 시작하였으며 주로 국제 무역에서 공황 때문이었다. 1920년대에 뉴펀들랜드는 그 뒤떨어지는 산업들을 회복시키고 새로운 산업들을 개발하는 노력을 하였다. 그러나 1930년 대공황이 세계의 대부분에 타격을 주었다. 뉴펀들랜드의 생선, 철광석과 인쇄 용지 시장들이 폭락하였다. 주는 깊게 빚으로 가라앉혀졌다.
프레더릭 C. 앨더다이스 총리 아래에 뉴펀들랜드는 정부의 새로운 형성 아래에 재정적 원조를 위하여 영국에 애원하였다. 1934년 영국은 뉴펀들랜드 정부를 중지하고 영국인 총독과 3명의 뉴펀들랜드 주민들인 6명의 다른 남자들로 구성된 정부 위원회를 설립하였다. 뉴펀들랜드는 의존 상태가 되었고 영국이 그 빚을 떠안았다.
경제는 서서히 회복되었다. 정부는 시민 서비스를 다시 결성하고, 교육과 보건 시설들을 향상시키고, 농업을 향상시키기 위한 연구를 후원하였다. 뉴펀들랜드의 수산업과 벌목업은 필요한 재정적 원조를 받았다.
제2차 세계 대전은 뉴펀들랜드 경제에 새로운 생활을 주었다. 수산 회사, 공장과 광산들이 다시 한번 전쟁 시기의 요구들을 채우려고 생산을 증가시켰다. 캐나다와 미국은 뉴펀들랜드에 군사 기지들을 지었다. 이 기지들에서 주민들은 지방 산품들을 위한 새로운 수요를 창출하였다.

### 캐나다와 동맹

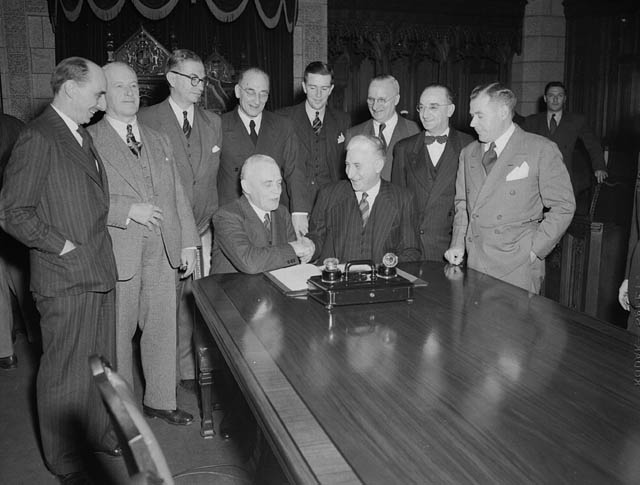
뉴펀들랜드와 캐나다 정부가 뉴펀들랜드를 연방에 가입시키는 동의서에 서명한 후, 악수하는 루이 생로랑 총리와 앨버트 월시 부지사

1948년 뉴펀들랜드 자치령의 투표인들은 정부 위원회를 간직하거나 독립적 자치 정부로 돌아가는 것보다 캐나다와 연합하는 것을 선택하였다. 1949년 3월 31일 뉴펀들랜드는 캐나다의 10번째 주가 되었다. 자유당의 당수 조지프 R. 스몰우드가 새 주의 초대 지사가 되었다. 뉴펀들랜드 주는 동맹의 시기에 건전한 재정적 상태에 있었다. 그러나 뉴펀들랜드 주와 다른 9개 주들의 생활 수준 사이에는 넓은 차이가 존재하고 있었다. 동맹을 통하여 뉴펀들랜드 주는 연방적 사회 안전 기부에 참여하기 시작하였다. 주는 직업 학교의 개발과 캐나다 횡단도로의 500 마일(800 킬로미터) 이상의 건설을 포함한 연방적 프로그램들에 참가하였다.
1960년대 동안에 뉴펀들랜드 주는 주의 산업과 교육 시설들, 그 생산과 전력의 분배를 확장시켰다. 미네랄 생산에서 붐이 일어난 후, 광업이 주요 산업으로서 수산업과 맞먹었다. 새로운 광산들이 개장되었으며, 대부분 래브라도에 열렸다.
1960년대 후반으로 봐서 뉴펀들랜드 주의 시골 전기 공급 프로그램이 주에서 100개 이상의 고립된 공동체들에 전기 서비스를 가져왔다. 시골 전기 공급 프로그램에서 주요한 프로젝트는 래브라도에서 처칠 폭포에 큰 수력발전소였다. 그 발전소는 1971년에 전력을 생산하기 시작하여 그 11개의 발생기들이 1974년으로 봐서 운영되었다. 발전소는 서반구에서 가장 큰 수력발전 프로젝트들 중의 하나이다.

### 지도자의 변화들
1971년 주 선거에서 자유당원들이 입법부의 통치를 진보보수당에게 패하였다. 보수당 지도자 프랭크 D. 무어스가 1972년에 주지사가 되어 스몰우드 아래의 23년간 자유당 통치를 끝냈다. 무어스와 보수당원인 그의 후계자 A. 브라이언 펙퍼드가 1970년대와 1980년대의 대부분을 위하여 주지사를 지내왔다. 자유당은 1989년에 권력을 다시 얻었으나 2003년 진보보수당에게 다시 빼앗겼다.

### 다른 최근의 발전들
주가 된 때부터 1970년대 중반까지 뉴펀들랜드 주의 인구는 빠르게 번창하여 충분한 직업들을 마련하는 데 어렵게 만들었다. 많은 주민들이 일거리를 찾으러 주를 떠났다. 1979년 주요 유전들이 동부 해안에서 찾아졌다. 그러나 석유의 저가격들이 유전의 개발에서 연기에 기여하고, 석유 생산은 1997년까지 시작되지 않았다. 주의 지도자들은 주민들을 주로 다시 데려오는 데 유전이 충분한 새 직업들을 창조할 것이라는 희망을 가진다.
1990년대 초반에 연방 정부는 대구의 수에서 날카롭게 떨어지면서 뉴펀들랜드 주의 내부와 주위를 둘러싸는 물에서 대구 잡이를 한정시켰다. 정부는 또한 다른 어류에 대해서도 제한하기도 하였다. 1994년 북서 대서양 수산 기구는 보호 구역들을 관찰하는 데 동의하였다. 2003년 정부는 뉴펀들랜드 주와 래브라도의 북동부 대서양에서 대구 잡이를 금지하였다. 30,000명 이상의 뉴펀들랜드 주의 근로자들이 수산업에서 자신들의 직업들을 잃었다.
2001년 캐나다 국회는 주의 공식적 이름을 뉴펀들랜드 래브라도 주로 바꾸었다. 주의 정부는 이미 많은 세월 동안에 그 이름에 의하여 주를 문의해 왔다고 한다.

## 경제

### 서비스업
서비스업은 주의 국내 총생산과 고용의 대부분을 차지한다. 많은 이 산업들은 주도인 세인트존스에 있다. 세인트존스는 정부 활동과 주의 금융업의 중심지이다. 세인트존스에 있는 뉴펀들랜드 메모리얼 대학교는 세계에서 해양 연구의 지도적인 중심지들 중의 하나이다.

### 석유업과 광업

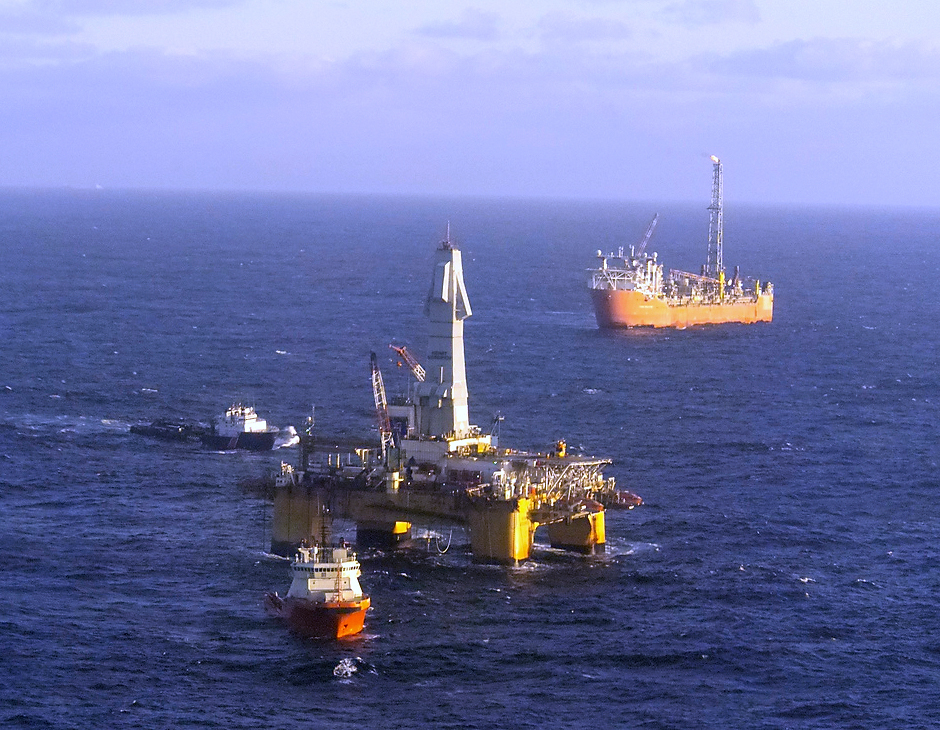
테라 노바 유전

석유 생산은 역사적으로 볼 때 주의 가장 새로운 광업 활동이다. 본격적인 생산은 1997년 후순에 시작됐다. 그랜드뱅크스의 하이버니아 해상 유전, 화이트로즈 유전, 테라 노바 유전 등이 주요 시설이다.
철광석은 두번째로 큰 광물이며, 래브라도 시티와 워부시에 있는 2개의 광산에서 왔다. 래브라도에 있는 보이지 만은 니켈, 구리와 코발트를 생산한다.

### 제조업
이 지역의 제조업은 대부분 자연에서 나는 자원들을 가공하는 것들이다. 그 중 해산물은 중요한 식품군이다. 코너브룩과 그랜드폴스에 있는 제지 공장에서는 신문 용지를 생산한다. 몇몇의 제재소들이 주에서 운영되고, 컴바이챈스에는 석유 정제소가 있다.

### 수산업
수산업은 주의 경제에 전통적으로 중요한 역할을 해왔다. 1990년대 초반에 수산업 한정이 부과하기 전에 대구가 주로 잡혔다. 오늘날에는 게, 가재, 새우 같은 갑각류가 많이 잡힌다.

### 농림업
전나무과 가문비나무는 재목 벌목의 대부분을 차지한다. 재목은 장작, 판재와 신문 용지를 만드는 데 쓰인다. 비옥한 흙이 부족하기에 농업은 다른 주보다 적은 소득량을 만들어내는 편이다. 주요 농산물로 낙농제품, 닭과 달걀, 그리고 온실과 종묘품들이 있다.

## 주민

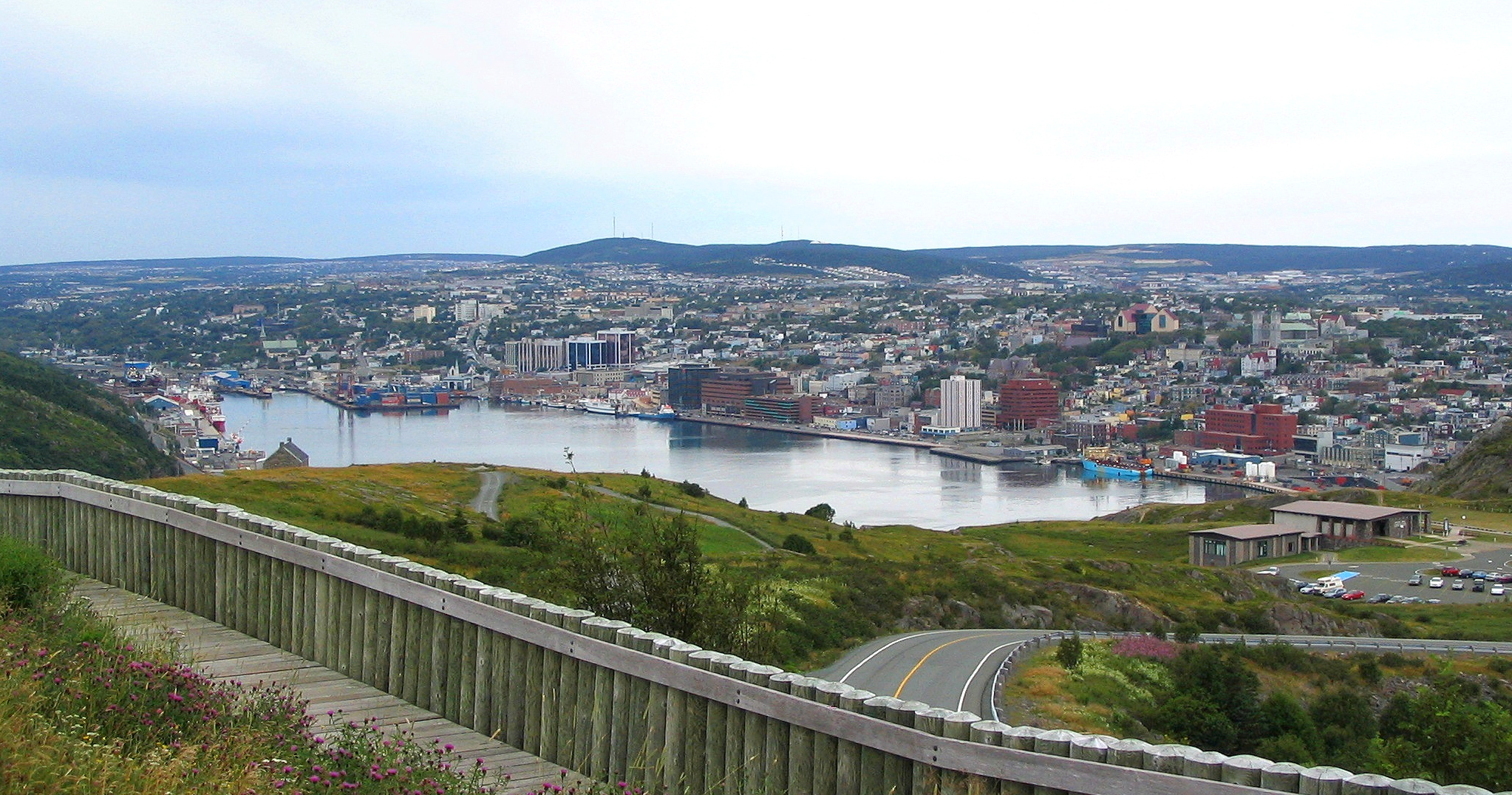
세인트존스의 전경

2006년 캐나다 인구 조사국은 뉴펀들랜드 래브라도주의 인구가 50만 5,469명이라고 보고하였다. 주의 인구는 2001년으로 본 총 51만 2,930명에서 대략 1.5%p 증가하였다.
세인트존스는 뉴펀들랜드 래브라도주의 주도이자, 주에서 가장 큰 도시이다. 세인트존스는주의 캐나다 통계에 의하여 규정된 주의 단 하나의 인구 조사 메트로폴리탄 지역의 중심지이다. 뉴펀들랜드래브라도 주민의 대략 3분의 1은 세인트존스 메트로폴리탄 지역에 산다.
코너브룩과 마운트펄은 뉴펀들랜드 래브라도주의 단 둘의 다른 도시들이다. 주민의 3분의 2 이상은 1,000명 이상의 인구와 함께 한 공동체들에 산다. 이 모든 정착니들의 거의는 해안 근처에 놓여있다. 모든 뉴펀들랜드래브라도 주민의 100명 중에 대략 3명 만이 래브라도의 해안에 있는 공동체들에 살고 있다.
뉴펀들랜드래브라도 주민의 거의에 가까운 이들은 영국, 아일랜드, 프랑스와 토착민 계통들이다. 인구의 대략 2 퍼센트는 캐나다 외부에서 태어났다. 이 주민들의 대략 절반은 영국 혹은 미국에서 왔다.